# Universidade de Zagreb

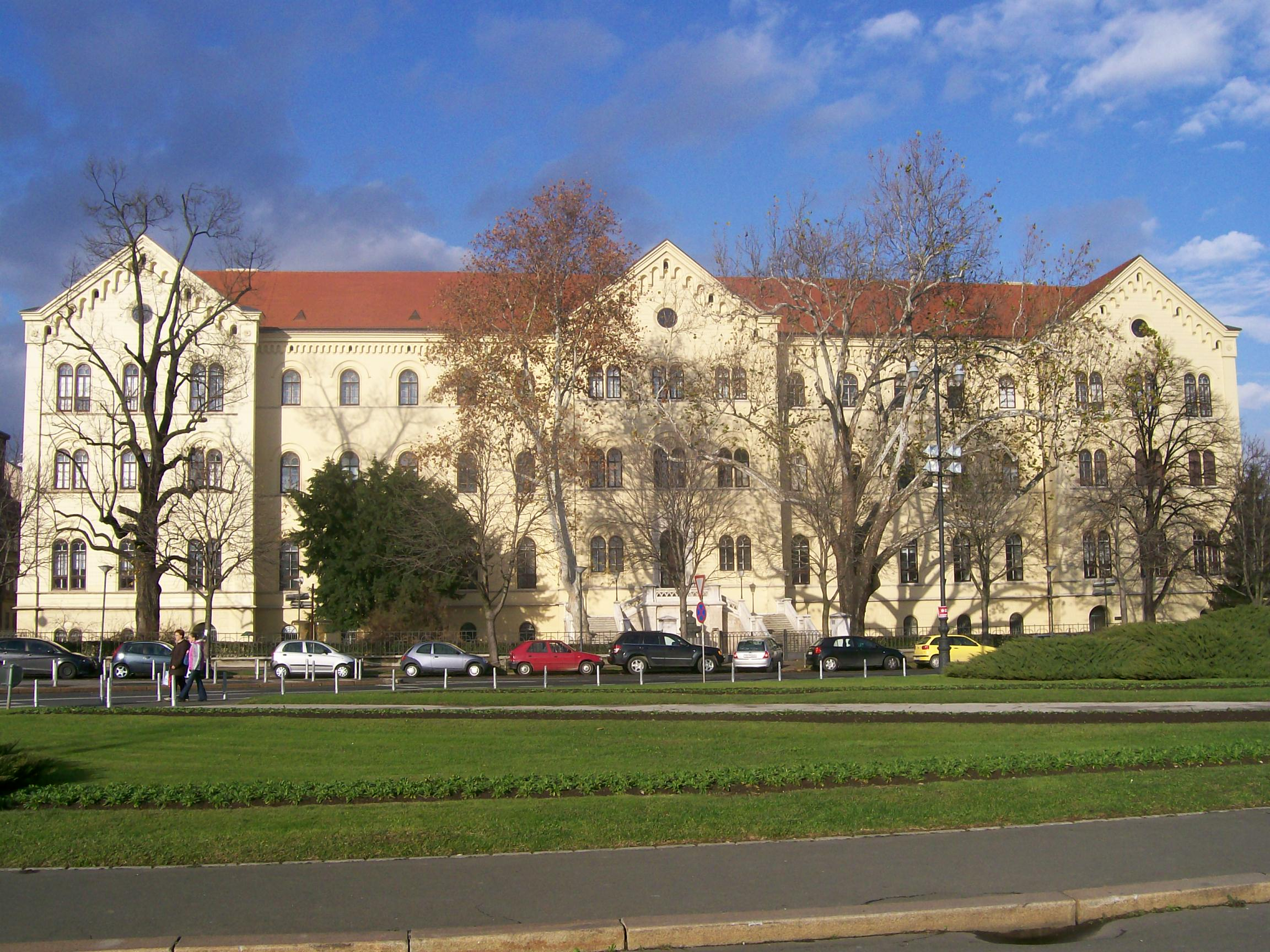
Palácio da Universidade e da Faculdade de Direito, Praça da República da Croácia

A Universidade de Zagreb (em servo-croata, Sveučilište u Zagrebu) é a maior universidade da Croácia e a mais antiga do Sudeste Europeu e dos Bálcãs. Era a segunda principal universidade da antiga Iugoslávia, logo atrás da Universidade de Belgrado (hoje na Sérvia). Seus campi ficam localizados em Zagreb, capital da Croácia.
A Universidade de Zagreb foi fundada em 1669 como Universitas Studiorum Zagrabiensis ("Universidade de Estudos Zagrebenses", em latim). Em 2011, figurava entre as 500 Melhores Universidades do Mundo no ranking de Xangai. Desde 1874, mais de 200.000 alunos já receberam diploma de bacharelado, mais de 18.000 concluíram mestrado e mais de 8.000 fizeram o doutorado na instituição.

## História
Os primórdios da universidade datam de 23 de setembro de 1669, quando o imperador Leopoldo I de Habsburgo autorizou por decreto a criação da Academia Jesuíta da Real Cidade Livre de Zagreb. De acordo com esse documento, o estudo da Filosofia em Zagreb adquiriu um status formal e legal, com a Neoacademia Zagrabiensis tornando-se oficialmente uma instituição pública de ensino superior.
A academia foi administrada pelos jesuítas por mais de um século, até a ordem ser dissolvida pelo Papa Clemente XIV, em 1773. Sob uma nova liderança, em 1772, a academia matriculou um total de 200 alunos.
Em 1776, a imperatriz Maria Teresa da Áustria decretou a fundação da Real Academia de Ciências (em latim: Regia Academia Scientiarum). Ela consistia de três faculdades: Filosofia, Teologia e Direito. Os antigo curso de Política passou a fazer parte da recém-criada Faculdade de Direito e, portanto, foi integrados à academia. Cada uma das faculdades da Academia Real das Ciências tinha várias cátedras ensinando um ou vários cursos. Até 1874, apesar de inúmeras mudanças organizacionais, a Academia de Zagreb continuou como a principal instituição do ensino superior na Croácia, educando a maioria dos membros da intelligentsia croata.
Em 1861, o bispo José Jorge Strossmayer propôs ao parlamento croata a fundação de uma universidade em Zagreb. Durante sua visita a Zagreb, em 1869, o imperador Francisco José assinou o decreto de criação da Universidade de Zagreb. Cinco anos mais tarde, o parlamento aprovou o Ato de Fundação, ratificado pelo imperador em 5 de janeiro de 1874. No dia 19 de outubro daquele ano, foi realizada uma cerimônia de fundação da Universidade de Zagreb, tornando-se a terceira universidade no Reino da Hungria, então parte do Império Austro-Húngaro.
No momento de criação, a Universidade tinha quatro faculdades:
- Direito e Estatalidade (Pravno-državoslovni fakultet)
- Teologia (Bogoslovni fakultet)
- Filosofia (Mudroslovni fakultet)
- Medicina (Liječnički fakultet)

A Faculdade de Medicina, no entanto, não funcionou até 1917. A Faculdade de Filosofia servia como unidade de pesquisa científica em geral. Desde 1876, oferecia cátedras de Geologia, Botânica, Física, Matemática e Química; desde 1877, Zoologia; desde 1882, Farmácia; e, desde 1883, Geografia.
Em 1860, foi fundada a Escola de Pecuária e Engenharia Florestal, originalmente em Križevci. Em 1898, a Academia de Engenharia Florestal (Šumarska Akademija) foi fundada como parte da Faculdade de Filosofia, que englobou todos os estudos técnicos. Em 1919, a escola tornou-se a Faculdade de Economia Rural e das Florestas.
Em 1919, foi fundada a Escola Superior de Tecnologia (Tehnička visoka škola), depois transformada em faculdade em 1926. Também em 1919, foi fundada a Escola de Veterinária (Veterinarska visoka škola), transformada em faculdade em 1925.
Uma grande reorganização ocorreu na Faculdade de Filosofia, na década de 1920, com a separação dos cursos de Matemática, Farmácia e outras ciências, primeiro com a criação da Faculdade de Matemática separada e departamentos de Farmacêutica em 1928, quando a faculdade foi renomeada para seu atual nome, Filozofski fakultet.
Em 1926, a Universidade era composta por sete faculdades:
- Teologia (Bogoslovni fakultet)
- Direito (Pravnički fakultet)
- Medicina (Liječnički fakultet)
- Filosofia (Mudroslovni fakultet)
  - Depto. de Filosofia (Filozofski odjel)
  - Depto. de Farmácia (Farmaceutski odjel)
- Pecuária e Engenharia Florestal (Gospodarsko-šumarski fakultet)
- Veterinária (Veterinarski fakultet)
- Tecnologia (Tehnički fakultet)
  - Depto. de Construção Civil (Građevni odsjek)
  - Depto. de Engenharia (Strojarski odsjek)
  - Depto. de Química (Kemijski odsjek)

Durante a Segunda Guerra Mundial, quando os croatas simpatizantes do nazismo fundaram o Estado Independente da Croácia (1941-1945), a universidade foi rebatizada como Universidade Croata (Hrvatsko sveučilište). Os departamentos da Faculdade de Filosofia tornaram-se faculdades independentes em 1942, em 1946 (quando a Faculdade de Ciências foi criada) e, finalmente, em 1963.
Em 1956, já sob a Iugoslávia socialista, a Faculdade de Tecnologia foi dividida em quatro faculdades distintas:
- Arquitetura-Construção Civil-Geodésia (Arhitektonsko-građevinsko-geodetski fakultet)
- Eletrotécnica (Elektrotehnički fakultet)
- Engenharia Mecânica e Naval (Strojarsko-brodograđevni fakultet)
- Tecnologia Química-Nutrição-Mineração (Tehnološki fakultet)

## Faculdades
| Ciências da Natureza - Faculdade de Ciências Engenharia - Faculdade de Arquitetura - Faculdade de Artes Gráficas - Faculdade de Engenharia Civil - Faculdade de Engenharia Elétrica e Computação - Faculdade de Engenharia Mecânica e Arquitetura Naval - Faculdade de Engenharia de Mineração, Geologia e Petróleo - Faculdade de Engenharia Química e Tecnologia - Faculdade de Engenharia de Transportes e Trânsito - Faculdade de Geodésia - Faculdade de Geotécnica (em Varaždin) - Faculdade de Metalurgia (em Sisak) - Faculdade de Tecnologia Têxtil Biomédicas - Escola de Medicina - Escola de Odontologia - Faculdade de Farmácia e Bioquímica - Faculdade de Medicina Veterinária | Biotecnologia - Faculdade de Agronomia - Faculdade de Engenharia Florestal - Faculdade de Tecnologia Alimentar e Biotecnologia Ciências Sociais - Faculdade de Administração e Informática (em Varaždin) - Faculdade de Ciência Politica - Faculdade de Cinesiologia (Fisioterapia e Educação Física) - Faculdade de Direito - Faculdade de Economia e Negócios - Faculdade de Educação Especial e Reabilitação - Faculdade de Educação para o Magistério (Pedagogia) Humanidades - Faculdade Católica de Teologia - Faculdade de Humanidades e Ciências Sociais - Centro Universitário de Estudos Croatas Artes - Academia de Arte Dramática - Academia de Belas Artes - Academia de Música |

## Reitores
| 01. Matija Mesić (1874–1875) 02. Stjepan Spevec (1875–1876) 03. Anton Kržan (1876–1877) 04. Konstantin Vojnović (1877–1878) 05. Franjo Maixner (1878–1879) 06. Franjo Iveković (1879–1880) 07. Aleksandar Bresztyenszky (1880–1881) 08. Franjo Marković (1881–1882) 09. Feliks Suk (1882–1883) 10. Blaž Lorković (1883–1884) 11. Đuro Pilar (1884–1885) 12. Gustav Baron (1885–1886) 13. Franjo Vrbanić (1886–1887) 14. Tadija Smičiklas (1887–1888) 15. Antun Franki (1888–1889) 16. Luka Marjanović (1889–1890) 17. Natko Nodilo (1890–1891) 18. Ivan Bujanović (1891–1892) 19. Josip Pliverić (1892–1893) 20. Vinko Dvořák (1893–1894) 21. Antun Maurović (1894–1895) 22. Franjo Spevec (1895–1896) 23. Armin Pavić (1896–1897) 24. Juraj Dočkal (1897–1898) 25. Josip Šilović (1898–1899) | 26. Đuro Arnold (1899–1900) 27. Rudolf Vimer (1900–1901) 28. Franjo Vrbanić (1901–1902) 29. Vjekoslav Klaić (1902–1903) 30. Ivan Bujanović (1903–1904) 31. Josip Pliverić (1904–1905) 32. Antun Heinz (1905–1906) 33. Antun Bauer (1906–1907) 34. Milivoj-Klement Maurović (1907–1908) 35. Gustav Janeček (1908–1909) 36. Josip Volović (1909–1910) 37. Julije Rorauer (1910–1911) 38. Julije Domac (1911–1912) 39. Josip Pazman (1912–1913) 40. Edo Lovrić (1913–1914) 41. Đuro Korbler (1914–1915) 42. Fran Barac (1915–1916) 43. Ernest Miler (1916–1917) 44. Julije Golik (1917–1918) 45. Ivan Angelo Ruspini (1918–1919) 46. Ladislav Polić (1919–1920) 47. Karlo Radoničić (1920–1921) 48. Vladimir Varićak (1921–1922) 49. Đuro Nenadić (1922–1923) 50. Stjepan Zimmerman (1923–1924) | 51. Ladislav Polić (1924–1925) 52. Drago Perović (1925–1926) 53. Ernest Miler (1926–1928) 54. Josip Belobrk (1928–1932) 55. Albert Bazala (1932–1933) 56. Đuro Stipetić (1933–1935) 57. Stanko Hondl (1935–1937) 58. Edo Lovrić (1937–1938) 59. Andrija Živković (1938–1940) 60. Stjepan Ivšić (1940–1943) 61. Božidar Špišić (1943–1944) 62. Stjepan Horvat (1944–1945) 63. Andrija Štampar (1945–1946) 64. Grga Novak (1946–1947) 65. Andro Mohorovičić (1947–1949) 66. Marko Kostrenčić (1949–1950) 67. Antun Barac (1950–1951) 68. Fran Bošnjaković (1951–1952) 69. Teodor Varićak (1952–1953) 70. Željko Marković (1953–1954) 71. Hrvoje Iveković (1954–1956) 72. Zoran Bujas (1956–1958) 73. Marijan Horvat (1958–1960) 74. Vladimir Serdar (1960–1963) 75. Slavko Macarol (1963–1966) | 76. Jakov Sirotković (1966–1968) 77. Ivan Supek (1968–1972) 78. Predrag Vranicki (1972–1976) 79. Drago Grdenić (1976–1978) 80. Ivan Jurković (1978–1982) 81. Zvonimir Krajina (1982–1986) 82. Vladimir Stipetić (1986–1988) 83. Zvonimir Šeparović (1988–1990) 84. Marijan Šunjić (1990–1998) 85. Branko Jeren (1998–2002) 86. Helena Jasna Mencer (2002–2006) 87. Aleksa Bjeliš (2006–) |

Fonte: Lista de reitores da Universidade de Zagreb

## Agraciados com Honoris Causa
(lista selecionada)
| - Eugênio de Habsburgo, 1915 - Robert William Seton-Watson, 1920 - Tomáš Masaryk, 1920 - Nikola Tesla, 1926 - Slobodan Jovanović, 1927 - Niels Bohr, 1958 - Robert Robinson, 1960 - Sarvepalli Radhakrishnan, 1965 - Josip Broz Tito, 1969 - Ernest Bloch, 1969 - David Cuthbertson, 1969 - Giacomo Devoto, 1969 | - Werner Karl Heisenberg, 1969 - Dorothy Crowfoot Hodgkin, 1969 - Roman Jakobson, 1969 - Győrgy Lukács, 1969 - André Vaillant, 1969 - Henri Lefebvre, 1976 - Jean-Marie Péres, 1978 - Jean Dausset, 1985 - Victor Papanek, 1985 - Ermin Teply, 1987 - Primo Nebiolo, 1987 | - Rudolf Karl Zahn, 1988 - Linus Pauling, 1988 - Herman Northrop Frye, 1990 - Alois Mock, 1993 - Johann G. Reissmüller, 1995 - Süleyman Demirel, 1997 - William J. Perry, 1998 - Margaret Thatcher, 1998 - Kathleen Vaughan Wilkes, 2001 - Robert Badinter, 2003 - Jacques Friedel, 2008 |